# (9976) 1993 TQ
1993 تي كيو (ويعرف أيضًا باسم (9976) 1993 تي كيو وفق تسمية الكوكب الصغير) (بالإنجليزية: 1993 TQ)‏ هو كويكب ضمن حزام الكويكبات؛ وترتيبه 9976 من حيث الاكتشاف.
اكتُشف هذا الجُرم الفلكي بواسطة Shūji Hayakawa ‏ في 9 أكتوبر 1993.

## وصلات خارجية
- (9976) 1993 TQ في قاعدة بيانات مختبر الدفع النفاث لأجرام النظام الشمسي الصغيرة

- الاكتشاف · مخطط المدار ·  العناصر المدارية · المعلمات المادية

- (9976) 1993 TQ على موقع ويكي سكاي: DSS2, SDSS, GALEX, IRAS, Hydrogen α, X-Ray, Astrophoto, Sky Map, Articles and images